# Henri Toivonen
Henri Pauli Toivonen (25. kolovoza 1956. – 2. svibnja 1986.) bio je finski reli-vozač. Toivonen je nastupao na reli utrkama Svjetskog prvenstva u reliju (WRC) od 1975.g. do 1986. 
Toivonen je smrtno stradao zajedno sa svojim američkim suvozačem Sergio Crestom, vozeći Lancia Delta S4, na utrci Reli Korzika. Tragedija je dovela do zabrane natjecanja automobilima Grupe B na utrkama WRC-a. Toivonen tada na vodećoj poziciji, sletio je s ceste na mjestu gdje nije bilo gledatelja, a eksplozija i vatra uništili su automobil, tako da se nikada nije utvrdio uzrok pogibije. 
Toivonenov otac, Pauli Toivonen, bio je reli-vozač, uspješan na međunarodnom planu pobijedivši na utrkama Reli Monte Carlo, Reli Finska i Akropolis reli, a 1968. postao je i Europski prvak u reliju. Tijekom svoje WRC karijere Toivonen je nastupio na 40 utrka, pobijedio na tri, te na 9 urtka završio na podiju.